# Jens Carlowitz
Jens Carlowitz (* 8. srpna 1964, Karl-Marx-Stadt, Sasko) je bývalý německý atlet, který většinu úspěchů zaznamenal coby reprezentant NDR.

## Sportovní kariéra
Jeho specializací byl běh na 400 metrů. První úspěch zaznamenal v roce 1981 na juniorském mistrovství Evropy v nizozemském Utrechtu, kde získal stříbrnou medaili. O dva roky později bral stříbro také na ME juniorů v rakouském Schwechatu.
V roce 1988 se stal v Budapešti halovým mistrem Evropy. V témže roce reprezentoval na Letních olympijských hrách v jihokorejském Soulu, kde skončilo východoněmecké kvarteto v závodě na 4 × 400 metrů ve finále na čtvrtém místě. V individuálním závodě se z rozběhu probojoval do čtvrtfinále a následně do semifinále, kde jeho cesta skončila.
V roce 1990 získal stříbrnou medaili na halovém ME v Glasgow a vybojoval dvě bronzové medaile na evropském šampionátu v chorvatském Splitu (400 m, 4 × 400 m).
Na halovém MS 1991 ve španělské Seville byl členem štafety na 4 × 400 metrů, která zaběhla nový světový rekord, jehož hodnota byla 3:03,05. Na rekordu se dále podíleli Rico Lieder, Karsten Just a Thomas Schönlebe. Dodnes se jedná o čtvrtou nejrychlejší štafetu zaběhnutou v hale.